# Reactive Brown 51
C.I. Reactive Brown 51 ist ein Disazofarbstoff aus der anwendungstechnischen Gruppe der Reaktivfarbstoffe. Bei der Färbung bildet der Farbstoff mit funktionellen Gruppen der Textilfasern kovalente Bindungen.

## Struktur
Reactive Brown 51 enthält drei unterschiedliche Reaktivanker. Neben einer Fluor- und einer Chlortriazin-Gruppe ist eine Vinylsulfon-Gruppe enthalten.

## Verwendung
Reactive Brown 51 wird beim Färben von Textilien eingesetzt, insbesondere bei Baumwolle und anderen Zellulosefasern.

## Regulierung
Reactive Brown 51 wurde unter der REACH-Verordnung als besonders besorgniserregender Stoff (SVHC) aufgrund seiner fortpflanzungsgefährdenden Eigenschaften, eingestuft.